# بشقابی ایرانی
بشقابی ایرانی، بشقابی راسوندی (نام علمی: Scutellaria persica) نام یک گونه از سرده بشقابی است.